# Klimtrechter
De Klimtrechter en Klimtoren zijn toegepaste kunst ontworpen door architect Aldo van Eyck.
Aldo van Eyck was enige tijd werkzaam bij de Dienst der Publieke Werken in Amsterdam. Samen met Jacoba Mulder was hij verantwoordelijk voor de inrichting van honderden speelplaatsen in met name Amsterdam Nieuw-West, een wijk die destijds uit de grond werd gestampt. Voor die speelplaatsen ontwierp Van Eyck een zestal klimtoestellen (toren, trechter, koepel, tunnel etc.). De toestellen bestaan uit eenvoudig in elkaar te zetten aluminium frames in de vorm van een trechter dan wel spitse toren, waarbij de een de omgekeerde is van de ander. Van Eyck liet bij deze trechter en toren alleen de hoepels (horizontaal) zien met hier en daar een duig. Door de oplopende of juist afnemende omtrek van de hoepels zijn de doorklimruimten variabel.
De klimtoestellen werden geplaatst op speelplaatsen die centraal kwamen te liggen tussen de portiekwoningen waarbij ouders vanuit de woning of vanaf het balkon hun kroost in de gaten konden houden. De klimtoestellen zijn geheel opengewerkt. Er zouden meer dan 700 speelplaatsen zijn geweest naar model van Van Eyck en Mulder; een groot deel daarvan is later verdwenen of opnieuw ingericht, waarbij Van Eycks creaties verdwenen.
Het Rijksmuseum Amsterdam heeft in 2013 van elk type een exemplaar in haar tuinen geplaatst, niet alleen om ze tentoon te stellen, maar ook als speelobject voor kinderen. De trechter en toren staan daarbij naast elkaar.